# Alabama and Gulf Coast Railway

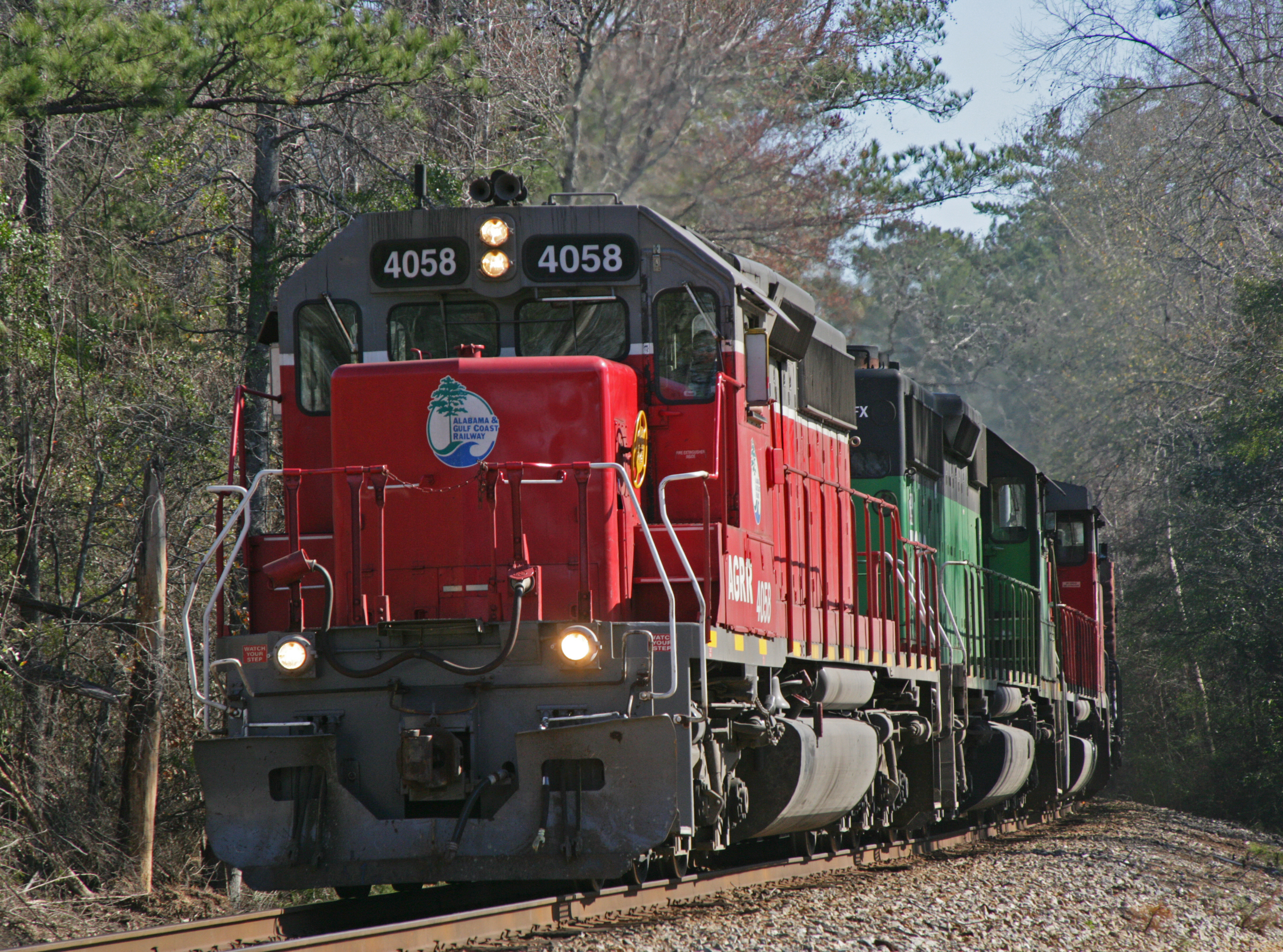
Zug der Alabama and Gulf Coast Railway

Die Alabama and Gulf Coast Railway (AAR-reporting mark AGR) ist eine im Güterverkehr tätige amerikanische regionale Eisenbahngesellschaft in den Bundesstaaten Florida, Alabama und Mississippi. Sitz des Unternehmens ist Monroeville (Alabama). Das Unternehmen ist im Besitz von Genesee and Wyoming.
Die Gesellschaft betreibt mit 21 Lokomotiven eine 546 km lange Strecke von Pensacola (Florida) nach Norden über Hybart, Kimbrough, Demopolis (alle Alabama) bis nach Columbus (Mississippi), von dort bestehen Streckenrechte über BNSF-Gleise bis nach Amory (Mississippi). Von Kimbrough aus bestehen Streckenrechte über Gleise der Norfolk Southern nach Mobile (Alabama). In Mobile besitzt die AGR eigene von der BNSF erworbene Gleisanlagen. Einschließlich der Nutzungsrechte ist das Streckennetz der AGR somit rund 690 km lang.
Übergänge bestehen zur BNSF in Amory, zur Canadian National Railway (CN) in Mobile, zur CSX in Hybart, Mobile und Cantonment (Florida), zur Norfolk Southern in Boligee, Demopolis, Kimbrough und Mobile, zur Kansas City Southern Railway in Mobile (über CN-Gleise) und Columbus, zur Golden Triangle Railroad (GTRA) sowie den ebenfalls zum Genesee and Wyoming-Konzern zählenden Columbus and Greenville Railway (CAGY) und der Luxapalila Valley Railroad (LXVR) in Columbus, zur M & B Railroad in Linden (Alabama) sowie zur Terminal Railway Alabama State Docks in Mobile.

## Geschichte
Der Betrieb des Unternehmens begann am 22. September 1997 auf der von der BNSF erworbenen ehemaligen 227 km langen St. Louis – San Francisco Railway-Strecke Pensacola – Kimbrough. Im Januar 2002 ging das Unternehmen durch den Kauf der bisherigen Muttergesellschaft States Rail Inc. durch die RailAmerica an diese über.
Mit Wirkung vom 1. Juni 2003 erwarb die Gesellschaft für 15 Mio. USD von der BNSF weitere 463 km Strecke von Amory (Mississippi) bis Mobile (Alabama), inklusive der notwendigen Streckennutzungsrechte über Norfolk Southern-Gleise südlich von Kimbrough. Die BNSF besitzt jedoch weiterhin Streckenrechte bis Kimbrough.